# フェリックス・フォン・リヒノフスキー
フェリックス・マリア・ヴィンツェンツ・アンドレアス・フォン・リヒノフスキー（Felix Maria Vincenz Andreas Fürst von Lichnowsky, 1814年4月5日 - 1848年9月18日）は、ドイツの貴族、政治家。侯爵（フュルスト）。モラヴィア・シレジア地方の大地主であるリヒノフスキー侯爵家の第4代当主。

## 生涯
エドゥアルト・フォン・リヒノフスキー侯爵とその妻のエレオノーレ・フォン・ツィヒ伯爵夫人（Eleonore Gräfin von Zichy）の間の長男として生まれた。1834年からプロイセン軍の士官となったが、1837年には第1次カルリスタ戦争の最中だったスペインに赴いてカルリスタ陣営に加わり、旅団長および外交官として活動したが、カルリスタ反乱軍が敗れるとドイツに帰国した。1845年に侯爵家の家督を継いだ。
ドイツではシュレージエン州議会議員およびプロイセン統一議会（Vereinigter Landtagの議員として活動した。1848年5月18日、フランクフルト・アム・マインのパウロ教会を議場とするフランクフルト国民議会のラティボル郡（Landkreis Ratibor）選出の議員となった。リヒノフスキーは穏健自由主義派のカジノ派（Casino faction）に属し、また議会では第三委員会（憲法制定委員会）の委員であった。
1848年9月18日、プロイセンとデンマークの間で結ばれたマルメ条約（Vertrag von Malmö）に憤る民衆が起こした9月暴動（Septemberunruhen）の最中に、同じカジノ派所属の議員ハンス・フォン・アウエルスヴァルト将軍とともに、フランクフルト市街で暴徒に襲われて殺害された。34歳だった。
リヒノフスキーは1834年にパリのフリーメーソンロッジに滞在し、これに触発されて翌1835年にはラティボル（現在のポーランド領シロンスク県ラチブシュ）にフリーメーソンロッジを建てさせた。もっとも、自身が正式なフリーメイソン会員となったのは1845年になってからだった。1841年、リヒノフスキーは親交のあった作曲家フランツ・リストのフランクフルト・アム・マインのロッジにおける入会儀式に参加している。
詩人のゲオルク・ヴェールトは1848年8月にリヒノフスキーの半生を風刺的に描いた実話小説『シュナプファンスキー騎士の生涯と事蹟（Leben und Taten des berühmten Ritters Schnapphanski）』を発表したが、その翌月にリヒノフスキーが虐殺されたため、この小説は「死者への冒涜（Verunglimpfung des Toten）」だとして激しく非難された。
未婚で子供が無く、死後は弟のカールが侯爵家を継いだ。